# Captain Jack (groep)
Captain Jack is een Duitse eurodance-groep die in de tweede helft van de jaren 90 van de 20e eeuw vele grote hits scoorde.

## Historie
De groep is bekend van de energieke, militair klinkende hits Captain Jack, Drill Instructor en Soldier Soldier. De eerste twee hits haalden kort na elkaar de nummer 1-positie in Nederland. De hits waren gedeeltelijk gebaseerd op soldatenliederen, wat bijvoorbeeld in Captain Jack blijkt uit de voor- en nazang en uit de af toe wat schunnige teksten.
Captain Jack bestond uit Franky Gee (echte naam Francisco Alejandro Gutierrez), Liza Da Costa en de producers Udo en Richard. De vier kenden elkaar uit Frankfurt. Franky Gee was na zijn tijd in het Amerikaanse leger in Duitsland gebleven en Liza Da Costa was als kind uit Portugal naar Duitsland verhuisd.
Captain Jack bracht in 1995 zijn eerste, gelijknamige, single Captain Jack uit. Op het podium werd de groep vergezeld door drie danseressen. In het begin trad Franky Gee zelf niet op op podia, maar liet hij zich vervangen door zijn vriend Durban (alhoewel de stem wel van Franky Gee was). Toen Durban de groep verliet, ging Franky Gee zelf optreden.
Captain Jack werd gevolgd door enkele andere hits. In 1996 kwam een album van de groep uit (The Mission). Sindsdien was het enige tijd stil rondom Captain Jack. Alleen in Duitsland scoorde de groep nog enkele hits. In 2002 kreeg Franky Gee een herseninfarct en was het voortbestaan van de groep lange tijd onzeker. Gee genas echter volledig en in 2005 vierde Captain Jack zijn tienjarig jubileum. Op 17 oktober 2005 kreeg Franky Gee echter wederom een hersenbloeding. Hij overleed op 22 oktober, na vijf dagen in een coma te hebben gelegen.
In 2008 is Captain Jack opnieuw opgericht met de volgende leden: Bruce Lacy (zang/rap) en Laura Pozo Martin (zang).

## Discografie

### Albums
| Album met eventuele hitnotering(en) in de Nederlandse Album Top 100 | Datum van verschijnen | Datum van binnenkomst | Hoogste positie | Aantal weken | Opmerkingen   |
| ------------------------------------------------------------------- | --------------------- | --------------------- | --------------- | ------------ | ------------- |
| The Mission                                                         | 1996                  | 13-04-1996            | 6               | 44           | Platina       |
| 18 Soldier's Hits                                                   | 1997                  |                       |                 |              |               |
| Operation Dance                                                     | 1997                  | 12-04-1997            | 29              | 8            |               |
| The Captain's Revenge                                               | 1998                  |                       |                 |              |               |
| Top Secret                                                          | 2000                  |                       |                 |              |               |
| Party Warriors                                                      | 2003                  |                       |                 |              |               |
| Cafe Cubar                                                          | 2003                  |                       |                 |              |               |
| Music Instructor                                                    | 2004                  |                       |                 |              |               |
| Greatest Hits                                                       | 2005                  |                       |                 |              | Verzamelalbum |

| Album met hitnotering(en) in de Vlaamse Ultratop 200 albums | Datum van verschijnen | Datum van binnenkomst | Hoogste positie | Aantal weken | Opmerkingen |
| ----------------------------------------------------------- | --------------------- | --------------------- | --------------- | ------------ | ----------- |
| The Mission                                                 | 1996                  | 17/08/1996            | 48              | 1            |             |

### Singles
| Single met eventuele hitnotering(en) in de Nederlandse Top 40 | Datum van verschijnen | Datum van binnenkomst | Hoogste positie | Aantal weken | Opmerkingen           |
| ------------------------------------------------------------- | --------------------- | --------------------- | --------------- | ------------ | --------------------- |
| Captain Jack                                                  | 1995                  | 02-03-1996            | 1(4wk)          | 17           | Platina               |
| Drill Instructor                                              | 1996                  | 27-04-1996            | 1(3wk)          | 12           | Alarmschijf / Goud    |
| Soldier Soldier                                               | 1996                  | 06-07-1996            | 4               | 9            | Alarmschijf           |
| Little Boy                                                    | 1996                  | 21-09-1996            | 8               | 9            |                       |
| Another One Bites The Dust                                    | 1996                  | 02-11-1996            | 12              | 6            | met Queen Dance Traxx |
| Together And Forever!                                         | 1997                  | 22-03-1997            | 20              | 6            | Alarmschijf           |
| Holiday                                                       | 1997                  | 21-06-1997            | tip             |              |                       |
| Get Up!                                                       | 1999                  | 07-08-1999            | tip             |              |                       |

| Single met hitnotering(en) in de Vlaamse Ultratop 50 | Datum van verschijnen | Datum van binnenkomst | Hoogste positie | Aantal weken | Opmerkingen                          |
| ---------------------------------------------------- | --------------------- | --------------------- | --------------- | ------------ | ------------------------------------ |
| Captain Jack                                         | 1995                  | 06-04-1996            | 2               | 17           |                                      |
| Drill Instructor                                     | 1996                  | 25-05-1996            | 2               | 15           |                                      |
| Little Boy                                           | 1996                  | 12-10-1996            | 46              | 2            |                                      |
| Soldier Soldier                                      | 1996                  | 20-07-1996            | 21              | 9            |                                      |
| Together And Forever!                                | 1997                  | 26-04-1997            | 48              | 1            |                                      |
| Get Up!                                              | 1999                  | 04-09-1999            | tip 6           |              | Captain Jack feat. The Gipsy Kings   |
| Another One Bites The Dust                           | 1996                  | 09-11-1996            | 41              | 2            | Queen Dance Traxx feat. Captain Jack |